# Gillam Airport
Gillam Airport är en flygplats i Kanada.   Den ligger i provinsen Manitoba, i den östra delen av landet, 1 800 km nordväst om huvudstaden Ottawa. Gillam Airport ligger 145 meter över havet.
Terrängen runt Gillam Airport är platt. Trakten runt Gillam Airport är nära nog obefolkad, med mindre än två invånare per kvadratkilometer..